# University of Alaska Southeast
University of Alaska Southeast är ett regionalt universitet inom det delstatliga University of Alaska-systemet. Universitetets huvudcampus ligger i Juneau med ytterligare campusområden i Sitka och i Ketchikan.
University of Alaska Southeast grundades år 1972 som Southeast Senior College. År 1980 slogs Southeast Senior College ihop med det 1956 grundade Juneau–Douglas Community College och det nya universitetet fick heta University of Alaska Juneau. Namnändringen till University of Alaska Southeast skedde år 1987 i samband med en ny sammanslagning då universitetet utvidgade sin verksamhet till Sitka och Ketchikan.